# Eutelia albisecta
Eutelia albisecta là một loài bướm đêm trong họ Noctuidae.